# Les Guitares chantent la nuit
Pour plus de détails, voir Fiche technique et Distribution.
Les Guitares chantent la nuit (Gitarren klingen leise durch die Nacht) est un film autrichien réalisé par Hans Deppe, sorti en 1960.

## Synopsis
Quand on apprend que le célèbre chanteur viennois Fred Wiskott veut épouser sa petite amie Ninon Lorraine, qui a abandonné sa carrière de danseuse il y a deux ans, le monde s'effondre pour les femmes. La danseuse Elinor, avec laquelle Fred avait une relation, essaie même de le manipuler avec des comprimés dans la garde-robe de Fred. Fred n'est pas assez sensible et dit qu'il ne peut pas s'en empêcher si les femmes comprennent mal ses avances. Ninon est déçue et choquée par le comportement de son futur mari et rompt. Pendant ses vacances en Sicile, il devra désormais aussi y aller seul. Toni Weinheber, qui met en scène les concerts de Fred, espère que Ninon reviendra.
Fred se rend seul en Sicile chez son ami, le peintre Paulchen Sperling, qui vit en célibataire dans une petite villa entretenue par la belle Sicilienne Marina. Marina, qui vit sur l'île avec son petit frère Roberto, préférerait partir aujourd'hui pour explorer le monde. Lorsque Fred apparaît dans sa décapotable, elle est ravie. Elle lit les nombreux journaux qu'on lui envoie et, bien qu’il soit au départ réticent, il commence un flirt avec elle. À la fête des pêcheurs du village, ils chantent même une chanson et dansent étroitement enlacés. C'est à ce moment que Ninon se présente, après que Paulchen l'a envoyée chercher. Elle fuit précipitamment quand elle voit Fred et Marina si intimement ensemble. Ninon n'est pas la seule à ne pas accepter ce couple : même Jacopo, qui aime Marina, aimerait voir Fred à Vienne.
Fred met fin à ses vacances lorsqu'il apprend que Ninon était en Sicile. Il demande à Marina de l'oublier. À Vienne, il répète peu de temps plus tard un nouveau programme scénique qui le rapprochera pour la première fois de Ninon. Après la séparation de Fred, elle est retournée à la danse et sera de retour sur scène pour la première fois. Alors que Ninon et Fred s'approchent lentement, Marina est soudainement à la porte. Elle est venue pour Fred et espère poursuivre la relation qui se déroulait en Sicile à Vienne. Fred et Ninon craignent cependant que cela se termine avec Marina comme avec Elinor. Fred ne la rejette pas immédiatement. Alors que Ninon et lui répètent sans cesse pour le nouveau programme, Marina réalise qu'elle appartient à la Sicile. Lors de la première du programme, elle est d'abord assise dans le public, mais elle part pendant la représentation. Ninon et Fred se remettent ensemble. Marina est de retour en Sicile chez ses amis. Jacopo est le plus heureux ; Marina et lui deviennent enfin un couple.

## Fiche technique
- Titre original : Gitarren klingen leise durch die Nacht
- Titre français : Les Guitares chantent la nuit[1]
- Réalisation : Hans Deppe assisté de Franz Josef Gottlieb
- Scénario : Janne Furch (de)
- Musique : Charly Niessen
- Direction artistique : Fritz Jüptner-Jonstorff, Alexander Sawczynski
- Costumes : Leo Bei
- Photographie : Walter Tuch (de)
- Son : Herbert Janeczka
- Montage : Herma Sandtner
- Production : Herbert Gruber
- Sociétés de production : Sascha-Film, Lux Film
- Société de distribution : Prisma
- Pays d'origine :  Autriche
- Langue : allemand
- Format : Couleur - 1,33:1 - Mono - 35 mm
- Genre : Musical
- Durée : 84 minutes
- Dates de sortie :
  -  Allemagne : 19 février 1960.
  -  Mexique : 14 juin 1962.
  -  France : 16 novembre 1962[1].

## Distribution
- Fred Bertelmann : Fred Wiskott
- Margit Nünke : Ninon Lorraine
- Vivi Bach : Marina
- Peter Weck : Toni Weinheber
- Walter Gross: Paulchen Sperling
- Friedl Czepa : Lucie
- Walter Wilz : Jacopo
- Gaetano Stancampiano : Roberto
- Grit Boettcher : Elinor
- Fritz Imhoff : Gerlach, le facteur